# Ватикански хелипорт
Ватиканският хелипорт (на латински: Portus helicopterorum Civitatis Vaticanae) е гражданско летище за хеликоптери, единственото летище в града-държава Ватикан.
Построен е по нареждане на папа Йоан Павел II, открит е през 1976 г. Намира се в югозападната част на Ватикана, край най-западния бастион Павел VІ (Bastione Paolo VI) на Ватиканските стени. Разполага с бетонна площадка с размери 25 х 17 метра, свързана с кръгла зона за паркиране.
Служи предимно за връзка на Ватикана с международните римски аерогари Фиумичино и Чампино, в които за нуждите на Папската държава в постоянна готовност се намира самолёт на италианските ВВС. Освнен това през лятото папата от тази вертолетна площадка отпътува за своята лятна резиденция край Кастел Гандолфо, при езерото Албано.
Посещаващите Ватикана на официални визити чуждестранни държавни глави и други високи гости също използват Ватиканския хелипорт, с оглед да избегнат загуба на време при преминаване през Рим, претоварен от автомобилен транспорт.